# Francesco Scuderi
Francesco Scuderi (Catania, 4 ottobre 1977) è un ex velocista italiano.

## Biografia
Nel 1996 Scuderi vinse, con il tempo di 10"43, la medaglia di bronzo nei 100 m piani ai Mondiali juniores di Sydney, unica medaglia dell'Italia, preceduto dai nigeriani Francis Obikwelu (10"21) e Seun Ogunkoya (10"25). Nella stessa competizione giunse sesto con la staffetta 4×100 m italiana con il tempo di 40"18.
Nel 2000 ritornò a Sydney, questa volta per prendere parte per la prima volta ai Giochi olimpici: nei 100 m piani venne eliminato in batteria con 10"50, mentre con la staffetta 4×100 m, insieme ai connazionali Alessandro Cavallaro, Maurizio Checcucci e Andrea Colombo, giunse settimo in 38"67.
Inattivo per tutto il 2004, fece il proprio rientro agonistico il 29 maggio 2005 a "La Primavera dell'Atletica - 3º Meeting del Sole" nella sua Catania, concludendo in 10"80 nei 100 m.
Nel corso della carriera ha vinto dieci titoli italiani assoluti, di cui cinque outdoor nei 100 m piani (1998, 2000, 2001, 2002 e 2003), più uno con la staffetta 4×100 m (1997) e quattro indoor nei 60 m piani (1998, 2001, 2002 e 2006), collezionando ventitre presenze in nazionale.

## Progressione
Progressione nei 100 metri	         Liste italiane		
1992	(15)  All	11”52	            -		
1993	(16)  All	11”2		    -
1994	(17)  All	11”11		    -
1995	(18)  Jun	10”66		    30º (7º Jun)
1996	(19)  Jun	10”41 10”32v-10”1v 5º (1º Jun)
1997	(20)  Pro	10”41		    10º (1º Pro)
1998	(21)  Pro	10”34		     5º (3º Pro)
1999	(22)  Pro	10”52	10”45v	    19º (4º Pro)
2000	(23)		10”19		     1º	
2001	(24)		10”20		     1º
2002	(25)		10”32		     3º	
2003	(26)		10”29	10”19v	     1º	 -  80 metri: 8”61 MPN
2004	(27)		inattivo	     -
2005	(28)		10”61		     19º
2006	(29)		10”39		      9º -  200 metri: 20”66
2007	(30)		10”40		     11º
2008	(31)		10”46		     12º
2009	(32)		10”45		     10º
2010	(33)		10”63	10”51v	     26º
2011	(34)		10”49		     12º
2012	(35)		10”74	10”62v	      -

## Palmarès
| Anno | Manifestazione          | Sede     | Evento      | Risultato  | Prestazione | Note |
| ---- | ----------------------- | -------- | ----------- | ---------- | ----------- | ---- |
| 1996 | Mondiali U20            | Sydney   | 100 m piani | Bronzo     | 10"43       |      |
| 1996 | Mondiali U20            | Sydney   | 4×100 m     | 6º         | 40"18       |      |
| 1998 | Europei                 | Budapest | 4×100 m     | 8º         | 39"85       |      |
| 2000 | Giochi olimpici         | Sydney   | 100 m piani | Batteria   | 10"50       |      |
| 2000 | Giochi olimpici         | Sydney   | 4×100 m     | 7º         | 38"67       |      |
| 2001 | Mondiali indoor         | Lisbona  | 60 m piani  | Batteria   | 7"13        |      |
| 2001 | Mondiali                | Edmonton | 100 m piani | Batteria   | 10"53       |      |
| 2001 | Giochi del Mediterraneo | Tunisi   | 4×100 m     | Oro        | 39"14       |      |
| 2002 | Europei indoor          | Vienna   | 60 m piani  | 5º         | 6"69        |      |
| 2006 | Mondiali indoor         | Mosca    | 60 m piani  | Semifinale | 6"69        |      |
| 2006 | Europei                 | Göteborg | 4×100 m     | 6º         | 39"42       |      |

## Campionati nazionali
- 5 volte campione nazionale assoluto dei 100 m piani (1998, 2000, 2001, 2002, 2003)
- 1 volta campione nazionale assoluto della staffetta 4×100 m (1997)
- 4 volte campione nazionale assoluto indoor dei 60 m piani (1998, 2001, 2002, 2006)